# Stora Hästnäs

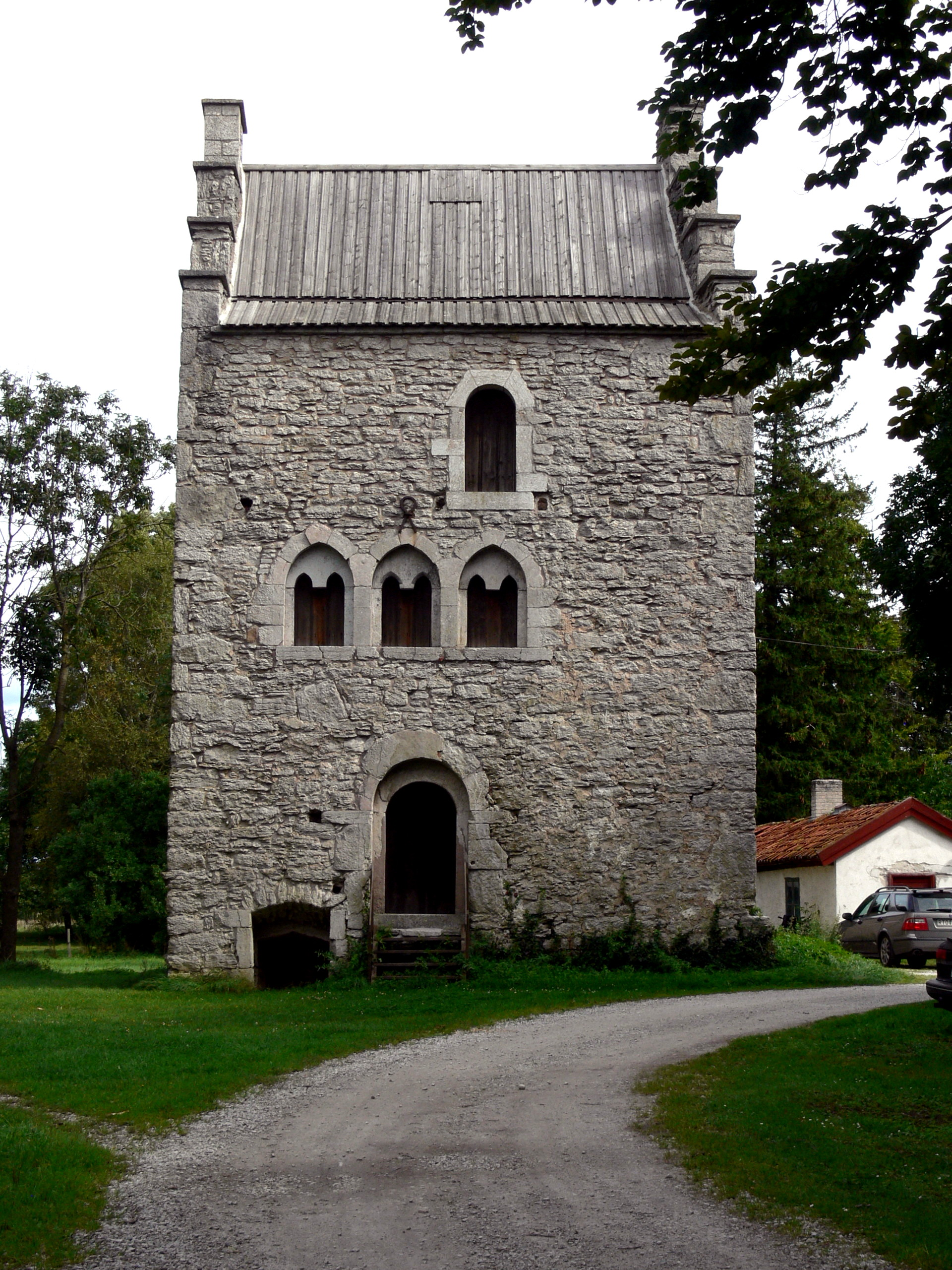
Steinhaus von Stora Hästnäs

Stora Hästnäs ist das am besten erhaltene profane mittelalterliche Gebäude in der ländlichen Region der schwedischen Insel Gotland. Äußerlich erinnert es an die Häuser im nahen Visby. Das Haus wurde im Laufe des 14. Jahrhunderts errichtet und diente einem Händler als Wohnung und Lager. Hier treffen sich die zeitgenössischen Baustile der Stadt, im Umbruchszeitraum zwischen Romanik und Gotik und die Traditionen des Landhauses. Es steht unter Denkmalschutz und befindet sich in Privatbesitz. Für Besucher ist es jedoch zugänglich.
Das Haus besitzt mit dem Kellergeschoss insgesamt vier Etagen. Ein kleines Tor führt zum halb eingetieften Keller, ein romanisches Portal in das mit Kreuzgewölben versehene, etwas erhöht liegende Erdgeschoss, das die Reste eines offenen Kamins aufweist. In das darüber gelegene Geschoss gelangt man über eine Innentreppe oder durch ein Rundbogenportal im Giebel. Das obere Stockwerk ist entlang der Vorderfront mit einer Galerie und drei mit Kolonetten versehenen gotischen Fenstern ausgestattet. Der tonnengewölbte Dachboden wurde wahrscheinlich als Lager genutzt. Die Waren konnten durch eine Tür in der Fassade eingebracht werden. Über dieser Öffnung wurde oftmals ein Flaschenzug eingemauert. Bei Vatlings im Kirchspiel Fole ist der obere Teil eines solchen Hauses bewahrt.
Das in der Nähe des Flughafens Visby gelegene Haus hat nicht mehr sein ursprüngliches Aussehen. An den Treppengiebeln der Kalksteinfassade erkennt man, dass es einst zu beiden Seiten Anbauten gab.